# Jordania en los Juegos Paralímpicos de Seúl 1988
Jordania estuvo representada en los Juegos Paralímpicos de Seúl 1988 por siete deportistas, cinco hombres y dos mujeres. El equipo paralímpico jordano no obtuvo ninguna medalla en estos Juegos.